# Рогач Улановского
Рогач Улановского или рогач закавказский (лат. Aesalus ulanovskii) — жук из рода Aesalus в составе семейства рогачей.

## Описание
Небольшой жук с вальковатый телом длиной 5—8 мм. Окраска чёрная или чёрно-бурая, матовая. Верхняя сторона тела покрыта густыми плоскими точками и многочисленными белыми и чёрных чешуйками. Чёрные и белые чешуйки на надкрыльях собраны в пучки и образуют правильные ряды. Мандибулы у самцов заметно удлинены, с вертикальным отростком на вершине. От родственного вида рогачик хрущиковидный (Aesalus scarabaeoides) отличается формой отростка мандибул у самцов и пунктировкой сегментов брюшка снизу.

## Ареал
Крым, Кавказ (Западная Грузия, от северных предгорий до Армении и Талыша), Дагестан, Западная Азия (Северный Иран).
В Горном Крыму встречается в широколиственных лесах, реже в старых садах Предгорной части полуострова. На Кавказе населяет широколиственные и буковые леса.

## Биология
Жуки встречаются в мае — июле; спорадически. Живут большими сообществами в гнилой древесине мёртвых деревьев. В мае встречаются одновременно жуки, личинки и куколки. Спаривание происходит в ходах. Генерация одно- или двухлетняя. Личинки развиваются в мёртвой древесине лиственных (бук, дуб, клён, вишня), реже хвойных (пихта) пород, поражённых бурой гнилью.

## Охрана
Внесён в Красную книгу Крыма. Охраняется в Крымском и Ялтинском горно-лесном природном заповеднике.